# Soja

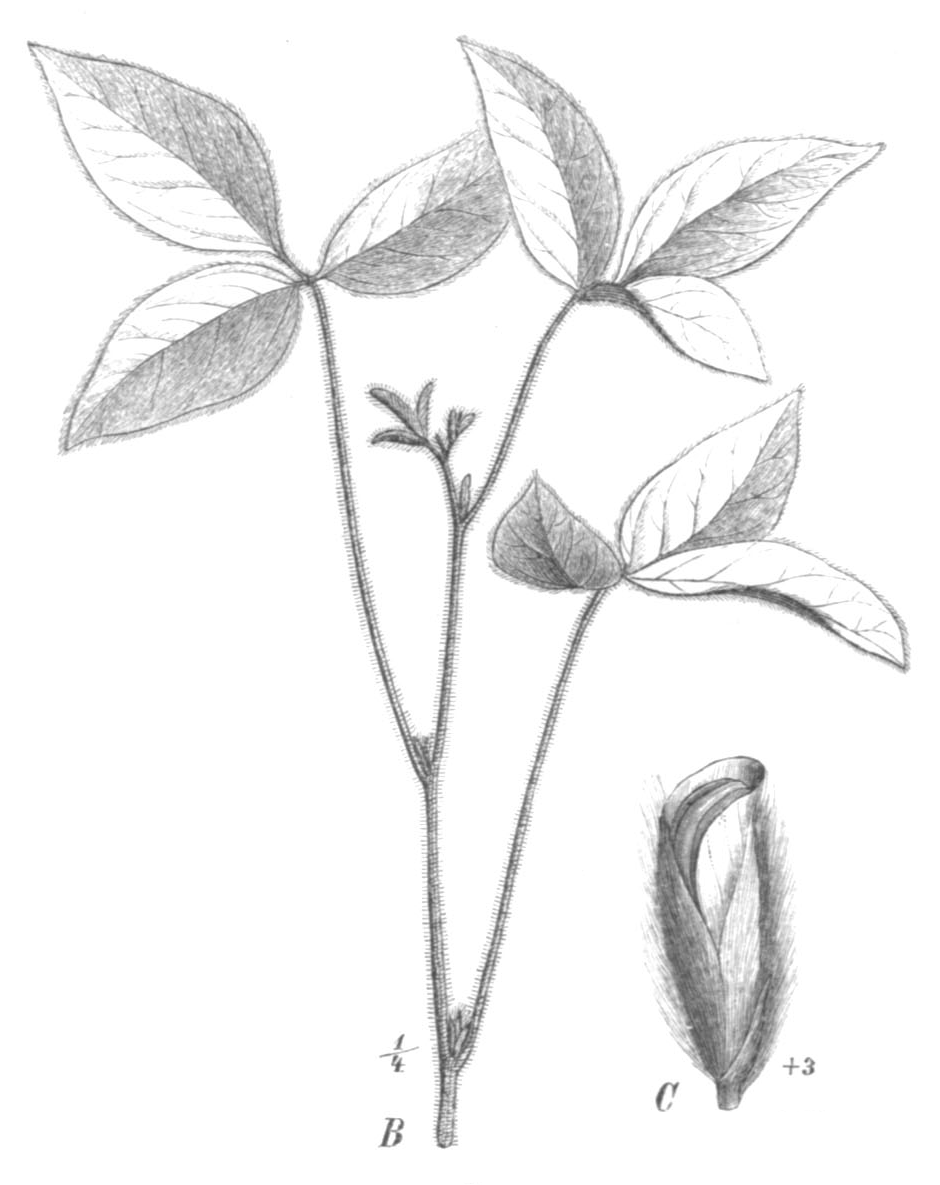
Morfologia (soja warzywna)

Soja (Glycine Willd.) – rodzaj roślin z rodziny bobowatych. Obejmuje 28 gatunków. Występują one dziko w Azji Wschodniej (od Japonii i Rosyjskiego Dalekiego Wschodu po Tajlandię, Wietnam i Filipiny), poza tym na Nowej Gwinei i w Australii. Jako uprawiane i dziczejące rozprzestrzenione zostały w strefie międzyzwrotnikowej oraz w strefie klimatu umiarkowanego na półkuli północnej. 
Największe zastosowanie w rolnictwie ma soja warzywna. Ten gatunek też jest uprawiany i przejściowo dziczeje (jako efemerofit) w Polsce. 

## Morfologia
PokrójRośliny jednoroczne i byliny o pędach wijących się, wspinających, płożących lub wyprostowanych.
LiścieZłożone, z trzema listkami, rzadziej z większą ich liczbą (do 7) i drobnymi, zwykle szybko odpadającymi  przylistkami.
KwiatyMotylkowe, wyrastają z kątów liści pojedynczo lub po kilka w gronach. Przysadki u nasady szypułek drobne, poza tym u nasady kielicha para podkwiatków. Kielich błoniasty, owłosiony i dwuwargowy – górna warga z dwóch zrośniętych działek, dolne trzy działki lancetowate lub szczecinowate. Płatki korony, także w liczbie 5, purpurowe lub białe, nieco dłuższe od kielicha, nagie. Górny płatek w formie zaokrąglonego żagielka. Boczne tworzą wąskie skrzydełka przyrastające do łódeczki, okrywającej 10 pręcików i słupek. Pręciki zrosłe są w rurkę i tylko jeden, najwyższy, jest wolny. Zalążnia jest górna, powstaje z jednego owocolistka i zawiera wiele zalążków rozwijających się w nasiona. Szyjka słupka jest nitkowata, naga lub nieco owłosiona, zakończona jest główkowatym znamieniem.
OwoceStrąki cylindryczne, proste lub wygięte, przewężone między nasionami. Zawierają 1–5 nasion owalnych lub kulistawych.

## Systematyka

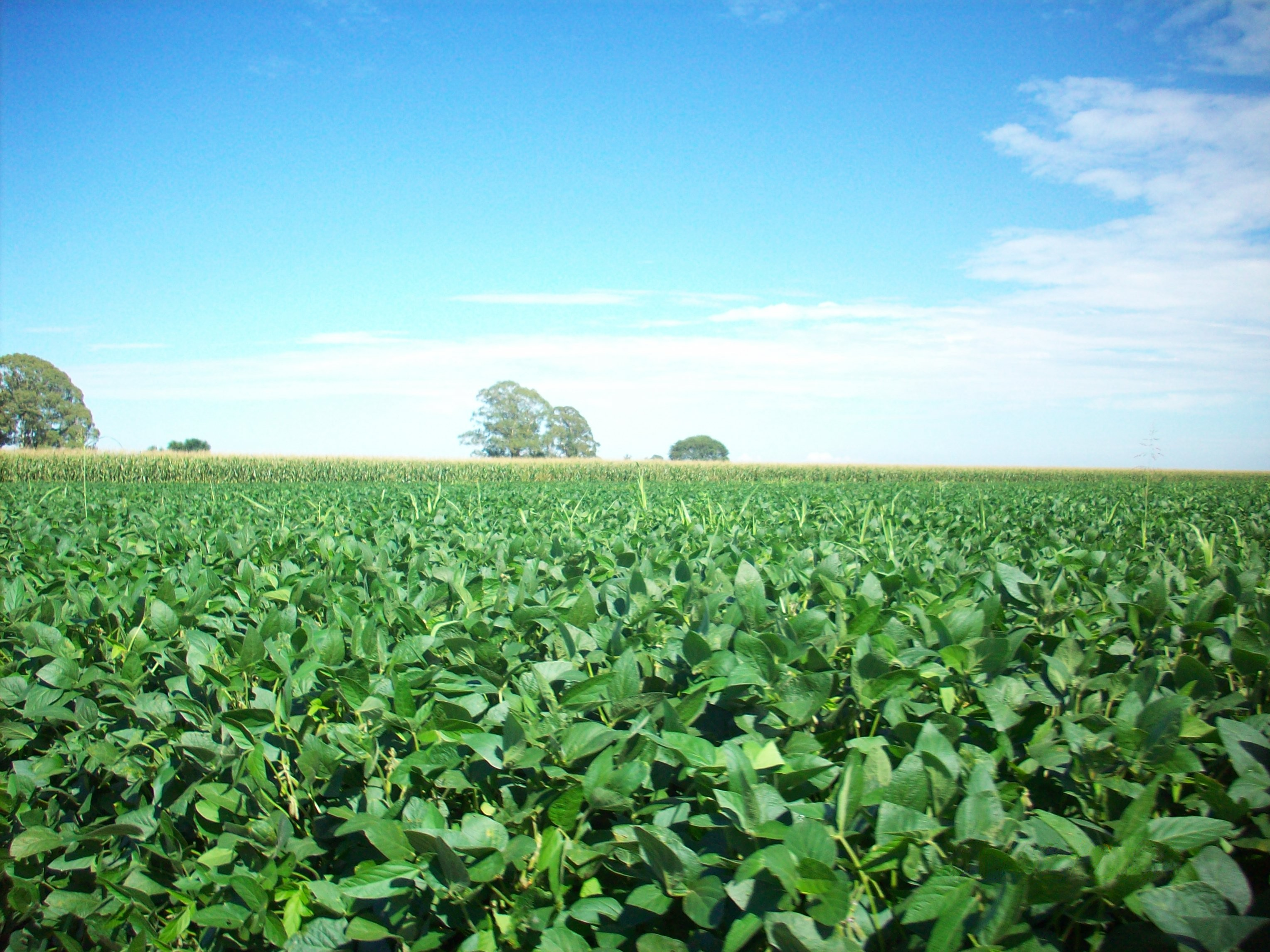
Pole soi warzywnej

Pozycja systematyczna rodzaju według APweb (aktualizowany system APG IV z 2016)
Jeden z rodzajów podrodziny bobowatych właściwych Faboideae w rzędzie bobowatych Fabaceae s.l. W obrębie podrodziny należy do plemienia Phaseoleae.
Pozycja systematyczna rodzaju według systemu Reveala (1993–1999)
Gromada okrytonasienne (Magnoliophyta Cronquist), podgromada Magnoliophytina Frohne & U. Jensen ex Reveal, klasa Rosopsida Batsch, podklasa różowe (Rosidae Takht.), nadrząd Fabanae R. Dahlgren ex Reveal, rząd bobowce (Fabales Bromhead), rodzina bobowate (Fabaceae Lindl.), podrodzina  Glycinoideae Horan., plemię  Glycineae Horan, podplemię Glycininae Benth., rodzaj soja (Glycine L.).
Wykaz gatunków
- Glycine albicans Tindale & Craven
- Glycine aphyonota B.E.Pfeil
- Glycine arenaria Tindale
- Glycine argyrea Tindale
- Glycine canescens F.J.Herm.
- Glycine clandestina J.C.Wendl.
- Glycine curvata Tindale
- Glycine cyrtoloba Tindale
- Glycine dolichocarpa Tateishi & H.Ohashi
- Glycine falcata Benth.
- Glycine gracei B.E.Pfeil & Craven
- Glycine hirticaulis Tindale & Craven
- Glycine koidzumii Ohwi
- Glycine lactovirens Tindale & Craven
- Glycine latifolia (Benth.) Newell & T.Hymowitz
- Glycine latrobeana (Meisn.) Benth.
- Glycine max (L.) Merr. – soja warzywna, s. owłosiona
- Glycine microphylla (Benth.) Tindale
- Glycine montis-douglas B.E.Pfeil & Craven
- Glycine peratosa B.E.Pfeil & Tindale
- Glycine pindanica Tindale & Craven
- Glycine pullenii B.E.Pfeil, Tindale & Craven
- Glycine remota M.D.Barrett & R.L.Barrett
- Glycine rubiginosa Tindale & B.E.Pfeil
- Glycine stenophita B.E.Pfeil & Tindale
- Glycine syndetika B.E.Pfeil & Craven
- Glycine tabacina (Labill.) Benth.
- Glycine tomentella Hayata

## Zastosowanie

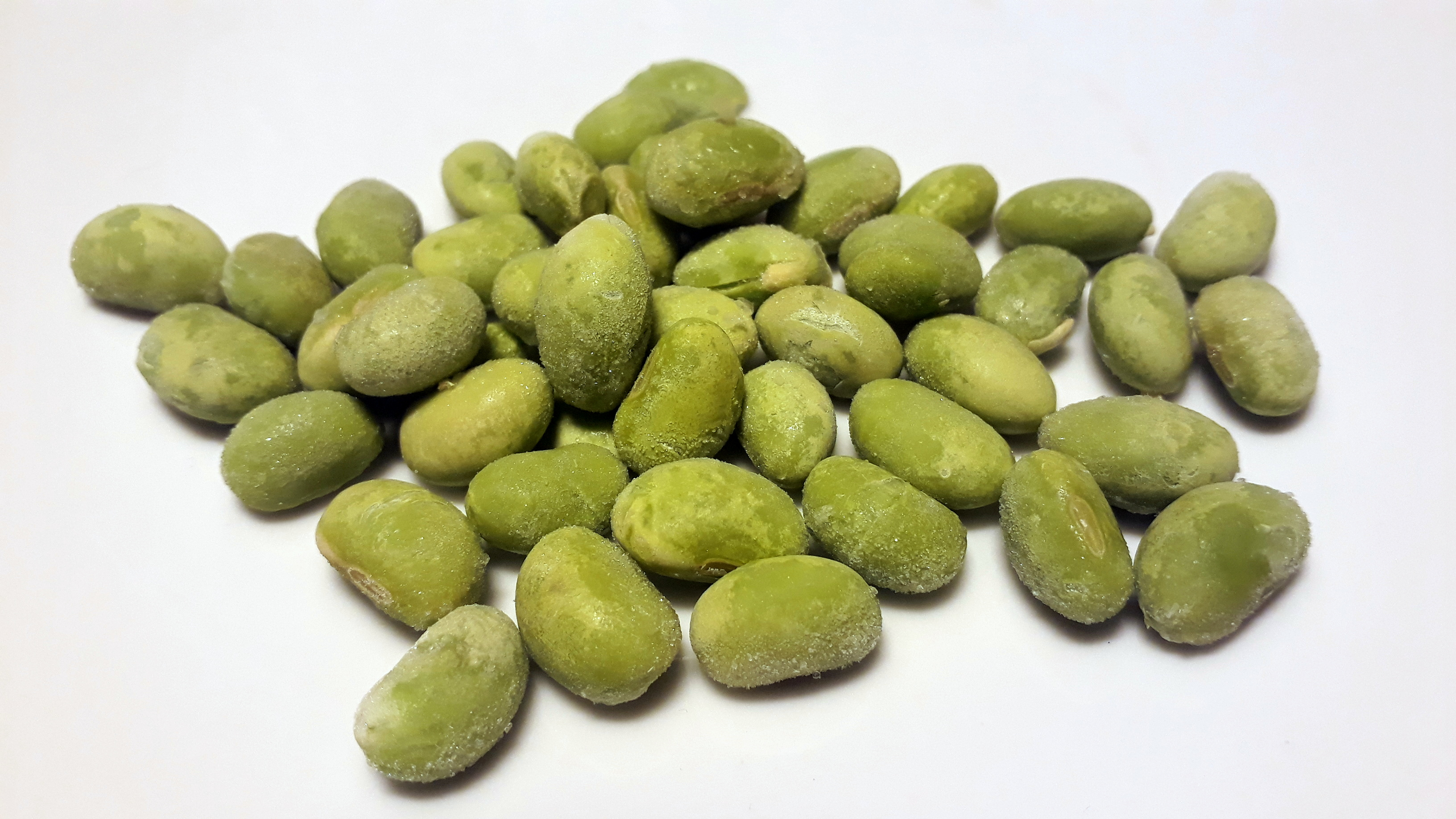
Ziarna soi

Roślina uprawnaSoja warzywna jest pospolitą rośliną uprawną. Główne rejony uprawy to: Ameryka Północna (środkowe dorzecze Missisipi), Azja (Nizina Mandżurska, Nizina Chińska, Dolina Jangcy), Ameryka Południowa (Nizina La Platy, północno-wschodnia Brazylia). Soja ma bardzo duże wymagania, potrzebuje dobrych, żyznych gleb i dużego nasłonecznienia.